# Bjärka-Säby gamla slott
Bjärka-Säby gamla slott ligger i Bjärka-Säby, Vists socken, Hanekinds härad i Östergötland. Det är beläget 2 mil sydost om Linköping och 4 kilometer norr om Bestorp i Linköpings stift.

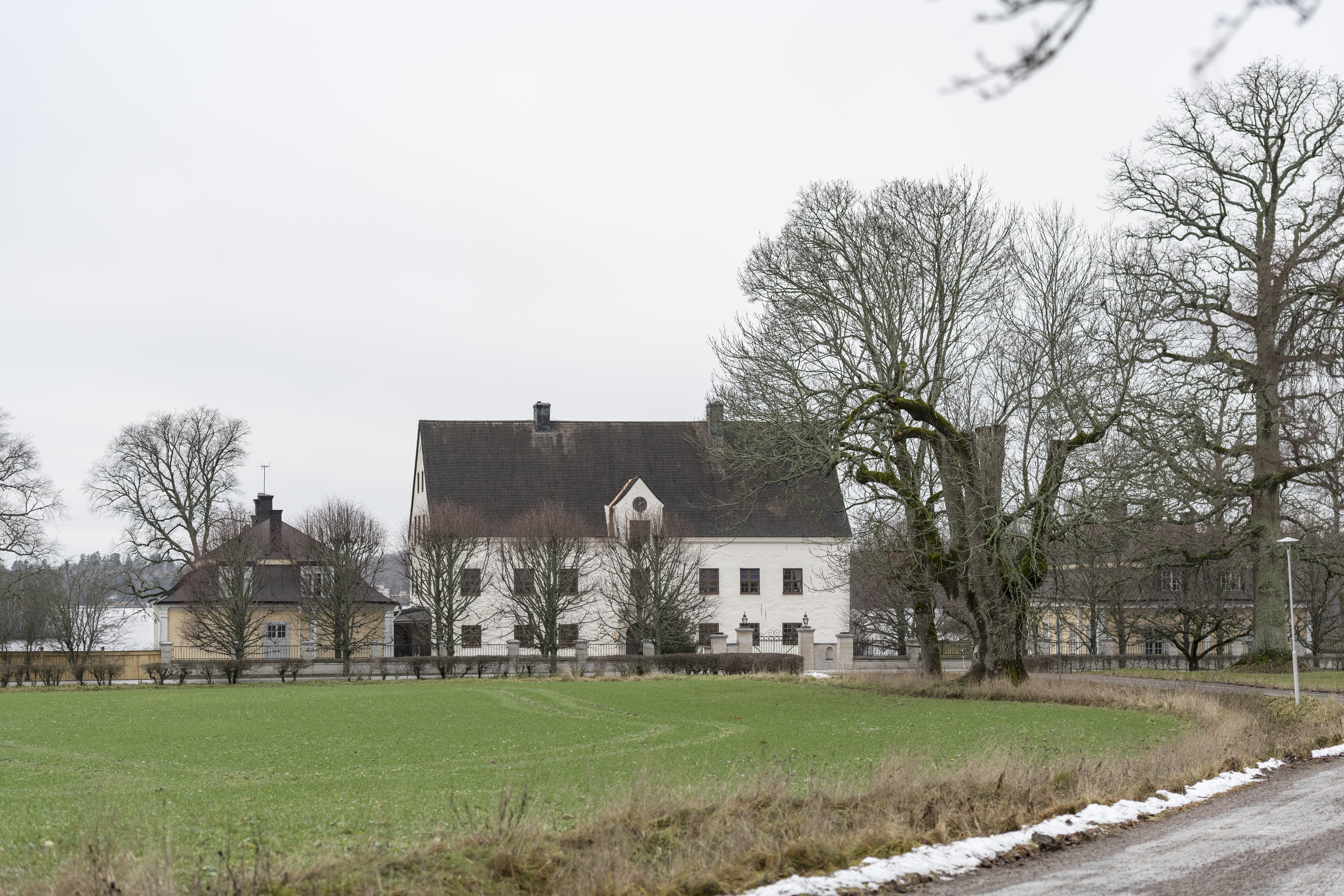
Bjärka Säby gamla slott

## Slottsbyggnad
Bjärka-Säby gamla slott ligger vid nordöstra stranden av Stora Rängen och består av en huvudbyggnad från 1630-talet byggd i gråsten samt två flygelbyggnader från början av 1700-talet byggda i panelat trä. Huvudbyggnaden har tre våningar (inklusive den möblerade vindsvåningen) och är täckt med sadeltak. Flygelbyggnaderna har endast en våning och är försedda med säteritak. Sydöstra flygelbyggnaden inreddes till bostad och används så fortfarande. 
Exteriören är fortfarande i 1600-talsstil men interiören är helt omgestaltad. Det är möjligt att hyra gamla slottet för festtillfällen, till exempel bröllop.

## Historik
Gården Bjärka i Vists socken ägdes på 1300-talet av Johan Pettersson, som byggde om kungsgården i Vadstena till kloster för den Heliga Birgittas nunneorden. 

### Bjärkaholm
År 1367 förvärvade Bo Jonsson Grip Bjärka. Han började omedelbart bygga en fästning, kallad Bjärkaholm, på en holme i Stångån. Senast år 1370 kunde man flytta in. Året därpå köpte Bo Jonsson också granngården Säby, som lades samman med Bjärka.
Bjärkaholm bestod av ett antal byggnader i sten såväl som i trä. Ett av stenhusen, vid arkeologiska utgrävningar 1914–1915 kallat "Borgen", tycks ha varit huvudbyggnad. Man kan anta att det var där Bo Jonsson residerade. Övriga byggnader var samlade kring en fyrkantig gård en bit ifrån "Borgen".
År 1386 avled Bo Jonsson, varvid gårdarna i Vists socken tillföll hans dotter Margareta, gift Bülow. Bjärka och Säby ärvdes sedan av ätten Natt och Dag, i vars ägo den förblev i sex generationer.

### Säby sätesgård
Så småningom, omkring mitten av 1500-talet, blev Säby sätesgård och nya byggnader uppfördes, troligen i trä och inte särskilt påkostade. Omkring 1630 påbörjade Per Nilsson Natt och Dag en mera ståndsmässig manbyggnad i sten. Huvudportalen bär årtalet 1632, vilket torde innebära att fasaderna var klara då. Portalen pryds också av byggherrens och hans hustrus, Sofia Stenbocks, vapen. När Per Nilsson avled två år senare slutfördes bygget av hans änka.
I slutet av 1600-talet hade Karl XI problem med rikets finanser och gjorde flera reduktioner av adelns och i synnerhet högadelns tillgångar. Detta bidrog till att Carl Persson (Natt och Dag) försattes i ekonomiska svårigheter, så att han tvangs överlämna godset till Germund Cederhielm. Germund Cederhielm påbörjade omedelbart en modernisering av mangården. Två nya träflyglar i barockstil med säteritak uppfördes på framsidan; i den sydöstra inredde han bostad åt sig själv och i den nordvästra kök och andra ekonomiutrymmen; den senare har också inrymt gårdens kontor. Antagligen hade fasaderna i början synligt rödfärgat timmer. Det gamla stenhuset användes i fortsättningen som gästhus. Bostadsflygeln fick en påkostad utsmyckning med målade tak och inreddes med Germund Cederhielms samlingar av konst och konsthantverk. Senare moderniserade Germunds sonson, Germund Carl Cederhielm bostadsflygeln i gustaviansk stil, men gjorde i övrigt inga större förändringar.

Carl Fredric Broocman berättar från sitt besök i Säby vid mitten av 1700-talet: "Märkwerdige Fastigheter äro i Socknen: 1. Sæby, som är gammalt Frälse-Säteri, och ligger en half mil ifrån Kyrkon. Säteriets Caracters-Byggning är af sten, men Flygel-byggningarne af trä, [...]. Thertil äro 60 tunnors Utsäde, 800 laß Hö, nog Mulbete, ansenlig Skog, godt Fiske, wacker Trägård med Orangerie, god Humlegård, Djurgård med några Dåfhjortar, Mjöl-Qwarn med 2 par stenar, en Stål-Quarn, som går med watn, en Såg-Qwarn, och en Kniphammare, hwilken på Cedersbergs Frälse-ägor inrättades år 1736 med Kongl. Bergs-Collegii samtycke af then 9 Martii samma år: tå ock bewiljades, at få bygga en Tak- och Spiell-plåts-Hammare med 2 Härdar på Frälse-Hemmanets Ståltorps ägor. På Säteris ägorna äro ock 30 rå och rörs Torv, och lyda under Säteriet 13 och 3 fjerdedels hela Bonde-Hemman.
Til år 1386, tå RiksDrottsen, Riks-Rådet och ÖstGötha Lagmannen Bo Jonson Grip, som i sin tid war myndigare än sjelfwa Konung ALBRECHT, then 20 augusti dödde; hade han sitt rätta hemwist på Säby, hwilket tå warit byggdt på en Holma uti Sjön Rängen, en half fjerdedels mil ifrån thet ställe, hwarest Säteriet nu står. På Holmen ses ännu rudera efter källare och stenfoten af 2 och en half alns tjocker mur, samt theromkring äple- och päron-trän, som bära bättre och mera wälsmakande frucht än andre wildt wäxande trän, förutan winbärs och flickelbärs-buskar. Holmen kallas ock Bos-Holmen, och är han i längden allenast 135, och i bredden 62 alnar, alt öfwerwäxt med Ek, Gran, Hassel, Säld, Al, Walbiörk, Try, Törn och Widebuskar. Vid paß 400 alnar Norr ut, gent emot nyßnämnda Holme, står uti en Äng, Qwarnängen kallad af then wid Holmen förr stående Qwarnen, en stor Gråsten, som kallas Bossten, och är til sin form icke olik en stol. Thes högd öfwer jordskorpan är 2 och en fjerdedels aln, til sätet ifrån jorden 2 och en half aln och något mer, bredden på sätet en aln, och sätets djuphet 3 fjerdedels aln. Wid stenen stå nu twänne stora Ekar, som dock uti Bo Jonsons tid icke lärer warit ther: och synes, som han suttit på stenen, tå han haft Landtstämma; emedan stenen ännu omgjärdas med små stenar, inom hwilka Allmogen icke fått träda.
Hwilka som ägt Säby tid efter annan til år 1600, wet man icke at berätta; men år 1612 dödde här Nils Nilsson Natt och Dag, och possiderades Säby therefter af Sonen Pær Nilsson, som år 1612 warit Hertig JOHANS Cancellie-Råd, och sedermera af thennes Son, Öfwerste-Lieutenanten Carl Pærsson. Sidst har Præsidenten i Götha Hoff-Rätt, Baron Germund Cederhielm, som dödde år 1741 på sitt 80 ålders år, rådt om Säby med the therunder afhyste Hemman; hwilket nu alt innehafwes af thes Änke-Fru, Grefwinnan Anna Maria Lewenhaupt, såsom Morgongåfwe-Gods. 2. Sturefors [...]"
Under sista hälften av 1700-talet gömdes takmålningarna i den södra flygeln bakom papp och gips. Den siste Cederhielmen beslöt sig för att bygga ett helt nytt slott på lövängen 250 meter längre österut och lät arkitekten Fredrik Magnus Piper (1746–1824) utarbeta en serie ritningar. Nya mangårdsbyggnaden påbörjades 1791 och blev klar framåt sekelskiftet, varvid de värdefullaste inventarierna från gamla slottet fördes över dit.
År 1841 övergick egendomen genom arv till släkterna Sparre och von Salza. År 1868 köptes Säby av konsul Oscar Ekman (1812–1907) och är sedan dess alltjämt i släktens ägo. År 1882 öppnades en lantbruksskola där årligen ett 25-tal elever utbildades. I början av 1900-talet återupplivas namnet Bjärka och slottet och godset kallas härefter Bjärka-Säby. År 1932 brann slottet varvid det mejeri som fanns där slopades. År 1955 lades lantbruksskolan ned och Domänverket bedrev under tio år skogvaktarutbildning i lokalerna. 
Under 1900-talet har de dolda målningarna i bostadsflygeln från Cederhielms tid har åter tagits fram och restaurerats och för några år sedan började en renovering av huvudbyggnaden. Gamla slottet framstår alltmer som ett fint exempel på svensk 1600-talsarkitektur och i byggnaderna finns många exempel på svenskt hantverk av god kvalitet från såväl 1700- som 1800-talet.

### Webbkällor
- Bjärka-Säby, gamla slottet
- Bjärka-Säby slott (Marie Boström, Sätra skola)